# Odznaka honorowa „Zasłużony Białostocczyźnie”
Odznaka honorowa „Zasłużony Białostocczyźnie” od 1983 Odznaka „Zasłużony Białostocczyźnie” – polskie odznaczenie samorządowe nadawane w czasach PRL przez władze województwa białostockiego.

## Charakterystyka
Odznaka ustanowiona została 29 kwietnia 1964 i była nadawana przez Prezydium Wojewódzkiej Rady Narodowej w Białymstoku, początkowo w formie odznaki jednostopniowej (brązowej) dla osób fizycznych i prawnych, a od 1974 – odznaki indywidualnej dwustopniowej (złotej i srebrnej) oraz odznaki zbiorowej jednostopniowej (złotej) ,
Przyznawana była, wg regulaminu z 1983, za wybitne zasługi w dziedzinie gospodarczego, kulturalnego i społecznego rozwoju województwa białostockiego, a w szczególności za:
- wyróżniającą działalność polityczno-społeczną
- przedterminową realizację zadań gospodarczych,
- oszczędności materiałowe i przedterminowe oddawanie do użytku obiektów inwestycyjnych,
- wysokie wyniki w produkcji rolnej,
- wkład pracy w realizację ważnych zadań we wszystkich dziedzinach życia społeczno-gospodarczego wykonywany w ramach czynów społecznych i produkcyjnych,
- wieloletnią ofiarną pracę zawodową:
  - za 15 lat, w tym minimum 10 w woj. białostockim – odznaka srebrna,
  - za 20 lat, w tym minimum 15 w woj. białostockim – odznaka złota[5].

Za uzyskane efekty w mobilizacji środków grup społecznych i zawodowych na rzecz realizacji zadań społecznych i gospodarczych mogła być przyznana odznaka zbiorowa, przeznaczona dla organizacji społecznych, politycznych, zawodowych i spółdzielczych.

## Wygląd
Odznaka została zaprojektowana przez Jerzego Lengiewicza. Miała wygląd pięciokątnej tarczy z godłem państwowym PRL (orzeł bez korony) na awersie, a w połowie odznaki, na dwóch poziomach równoległych pasów emaliowanych na kolor biały (górny) i czerwony (dolny) umieszczono napis „ZASŁUŻONY BIAŁOSTOCCZYŹNIE”, po jednym wyrazie na każdym z pasów. Rewers tarczy był gładki. Tarcza zawieszona była na metalowej zawieszce, na której awersie wytłoczone były liście laurowe, a na rewersie znajdowała się agrafka służąca do mocowania na ubiorze.
Początkowo odznaka była jednostopniowa, wykonana z metalu w kolorze brązu, a jej całkowite wymiary wynosiły 40 × 58 mm. W 1974 został wprowadzony podział na dwa stopnie dla osób fizycznych: odznakę srebrną i złotą, a także dodatkową odznakę dla zbiorowości, którą wyróżniano tylko w formie pozłacanej w powiększonym rozmiarze 49 × 57 mm.
Podział ten zachowano również podczas reformy odznaki z 1983. Całość wykonywana była z tombaku złoconego lub srebrzonego w zależności od stopnia. Wymiary odznaki indywidualnej: tarcza – 37 × 43 mm i zawieszka – 28 × 10 mm, a odznaki zbiorowej: tarcza – 49 × 52 mm i zawieszka – 32 × 11 mm.